# Distretto del Sipaliwini
Sipaliwini è il più esteso dei 10 distretti del Suriname con 38 158 abitanti al censimento 2012.
Comprende gran parte della porzione meridionale del territorio dello Stato. 	
Il distretto, costituito nel 1983, non ha un capoluogo e viene amministrato direttamente da Paramaribo, capitale dello Stato.
I centri abitati principali del distretto sono: Apetina, Apoera, Bakhuis, Bitagron, Pokigron, Kajana, Kamp 52, Pelelu Tepu, Cottica, Anapaike, Benzdorp, Kwamalasamutu, Nieuw Jacobkondre, Aurora, Boto-Pasi, Goddo, Djoemoe e Pontoetoe.

## Geografia antropica

### Suddivisioni amministrative

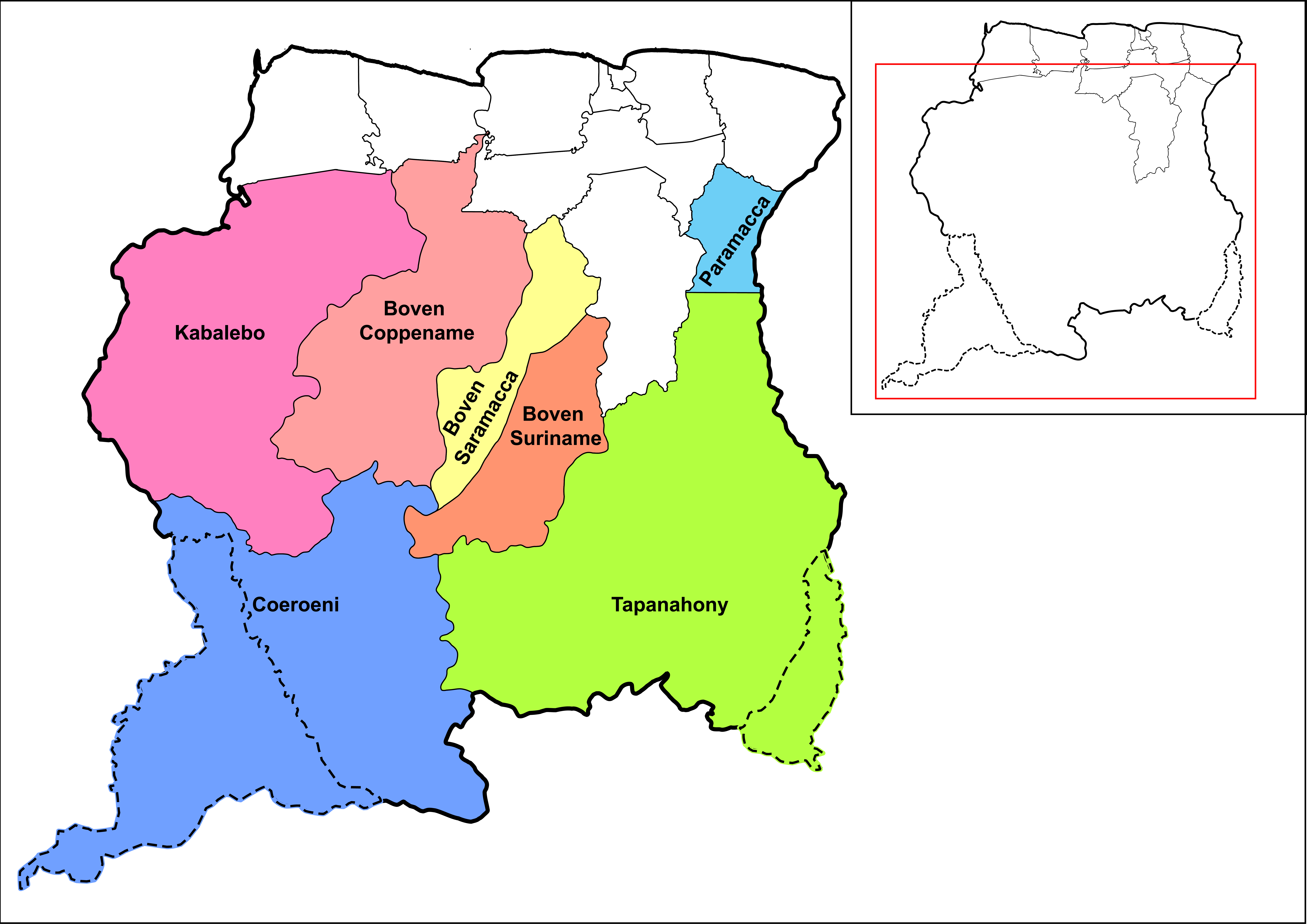
Comuni del distretto di Sipaliwini

Il distretto di Sipaliwini è diviso in 6 comuni (ressorten):
- Boven Coppename
- Boven Saramacca
- Boven Suriname
- Coeroeni
- Kabalebo
- Tapanahony